# Mademoiselle ma mère (film, 1937)
Pour les articles homonymes, voir Mademoiselle ma mère.
Pour plus de détails, voir Fiche technique et Distribution.
Mademoiselle ma mère est un film français réalisé par Henri Decoin en 1937.

## Synopsis
Jeune femme oisive aimant faire la noce, Jacqueline Vignol, 20 ans, désespère son père qui ne parvient pas à la "caser". Après quatorze fiançailles rompues en raison de son caractère inconstant, Jacqueline annonce qu'elle épousera "le premier venu". L'heureux élu est un veuf quinquagénaire , coureur de jupons : Albert Letournel. Malheureusement, une fois l'union célébrée, ce dernier comprend très vite que le mariage ne sera jamais consommé.
Le fils du mari, Georges, psychiatre, fait suivre sa belle-mère par un détective privé. Il apprend ainsi qu'elle passe ses journées et ses nuits avec de jeunes gigolos. Dans un premier temps, il s'emploie, mais en vain, à faire le vide autour de sa belle-mère. A bout de ressources, il la menace de la faire interner d'office.
Mais Jacqueline et Georges finiront par reconnaître qu'ils sont tombés amoureux l'un de l'autre à la seconde où ils s'étaient vus pour la première fois ; et avec l'assentiment de Georges, Jacqueline demandera l'annulation de son mariage, ce qui lui permettra de se remarier avec son ex-beau-fils.

## Fiche technique
- Titre : Mademoiselle ma mère
- Réalisation : Henri Decoin
- Scénario : Jean Boyer d'après la pièce Mademoiselle ma mère de Louis Verneuil
- Producteurs : Arys Nissotti, Pierre O'Connel
- Société de production : Régina
- Distribution en France : Tobis
- Distribution aux États-Unis : J.H. Hoffberg Company
- Décors : Jacques Krauss
- Photographie : Léonce-Henri Burel
- Montage : Marguerite Beaugé
- Musique : Georges Van Parys
- Photographe de plateau : Raymond Voinquel
- Pays d'origine :  France
- Format :  Noir et blanc - 1,37:1 - 35 mm - son mono
- Genre : Comédie
- Durée : 95 minutes
- Dates de sortie : 
  - France : 6 août 1937
  - États-Unis : 18 septembre 1939
  - Reprise en France : 5 janvier 1944
- Affiche : René Péron (France)

## Distribution
- Danielle Darrieux : Jacqueline Vignoi
- Pierre Brasseur : Georges Letournel, le fils du mari de Jacqueline
- André Alerme : Albert Letournel, époux de Jacqueline
- Robert Arnoux : Julien de Moreuil
- Pierre Larquey : Le patron de l'hôtellerie
- Fred Pasquali : Le détective
- Marcel Simon : M. Vignol, le père de Jacqueline
- Christiane Isola : L'infirmière
- Gilberte Géniat : Louise, la bonne
- Andrée Poldy : La Martiniquaise
- Simone Martell : Une petite femme
- Lucien Suire : Un peintre
- Artigas : Un gigolo
- Gaston Rey : Un gigolo
- Jean Chevrier : Un gigolo